# Lehcevo, Montana
Lehcevo (în bulgară Лехчево) este un sat în comuna Boicinovți, regiunea Montana,  Bulgaria. 

## Demografie
Componența etnică a satului Lehcevo
     Bulgari (91,26%)
     Romi (6,95%)
     Nicio identificare (1,78%)
     Altele (0,33%)
La recensământul din 2011, populația satului Lehcevo era de 1.797 locuitori. Din punct de vedere etnic, majoritatea locuitorilor (91,26%) erau bulgari, cu o minoritate de romi (6,95%). Pentru 1,78% din locuitori nu este cunoscută apartenența etnică.